# ال‌جی جی۲
ال‌جی جی۲ (به انگلیسی: LG G2) یک تلفن هوشمند عرضه‌شده توسط کمپانی کره‌ای ال‌جی الکترونیکس است که در آگوست ۲۰۱۳ معرفی گشت و در سپتامبر همان سال عرضه شد. این تلفن جانشین پرچمدار سال پیش ال‌جی یعنی اپتیموس جی است.